# Adjamé

Stadtteile von Abidjan. Adjamé befindet sich im Zentrum

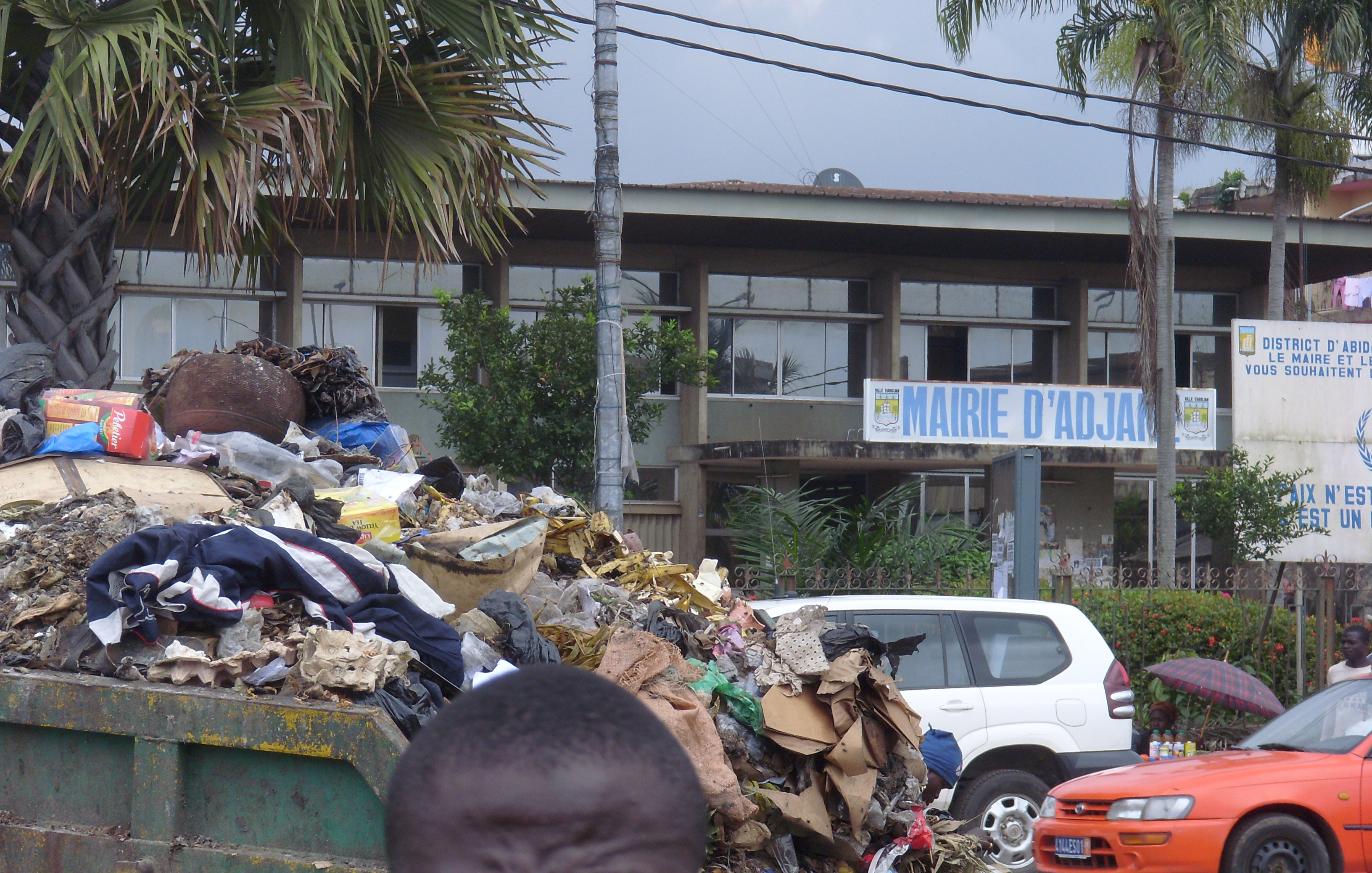
Müll in Adjamé (2008)

Adjamé ist ein Stadtteil von Abidjan in der Elfenbeinküste.
Einwohnerzahl laut Zensus 2014 beträgt 372.978.
In dem Stadtteil befindet sich eine Kaserne der Bereitschaftspolizei CRS. Diese wurde im Zuge der Regierungskrise 2010/2011 in der Nacht vom 14. auf den 15. März 2011 von Rebellen angegriffen.

## Sportvereine
- AS Athlétic Adjamé
- Stella Club Adjamé